# Rejectaria antorides
Rejectaria antorides är en fjärilsart som beskrevs av Druce 1891. Rejectaria antorides ingår i släktet Rejectaria och familjen nattflyn. Inga underarter finns listade.